# Ferdinand Marian

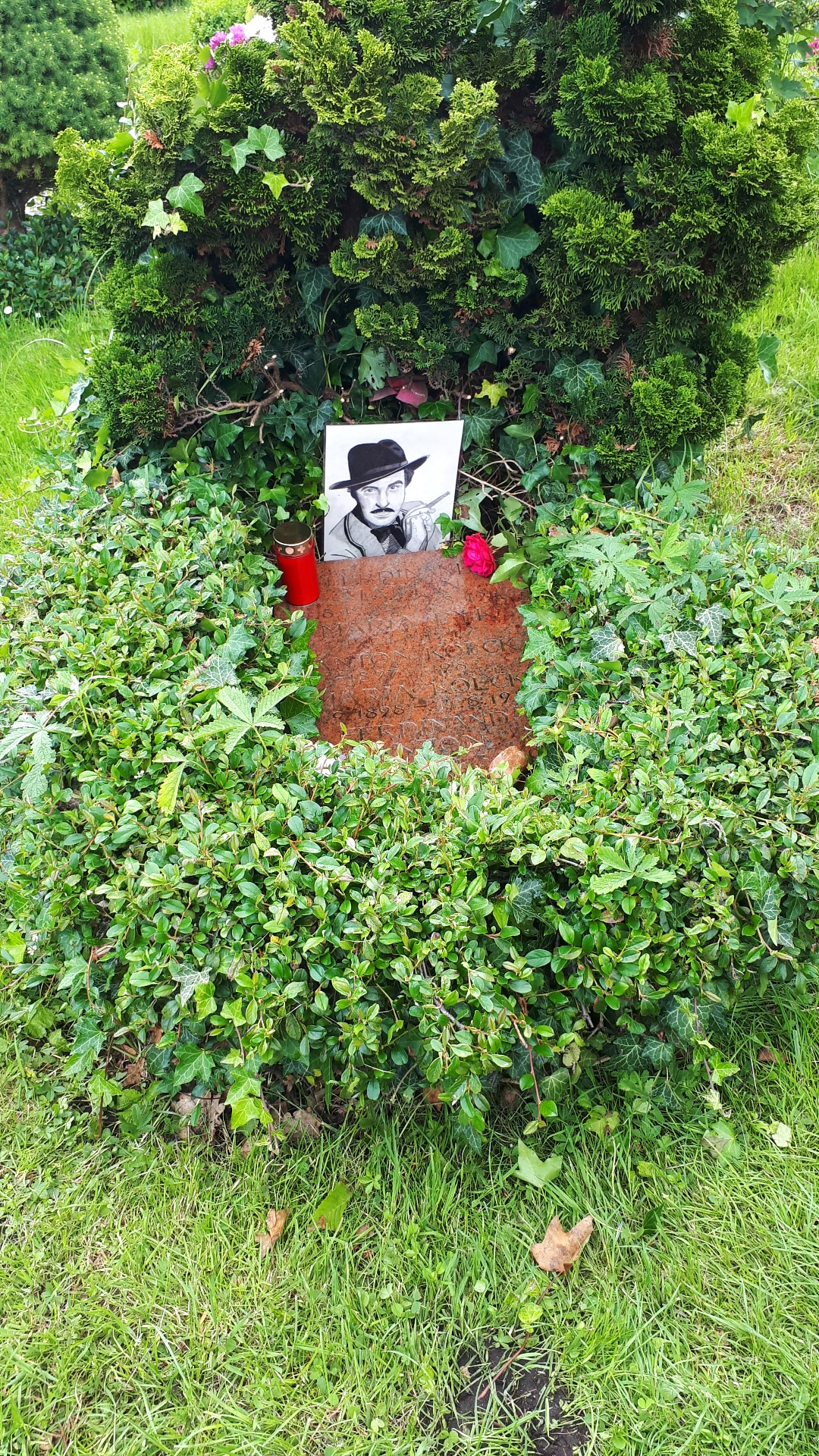
Sepulcro do ator Ferdinand Marian no Cemitério Norte de Munique

Ferdinand Haschkowec, conhecido como Ferdinand Marian (Viena, 14 de Agosto de 1902 — perto de Munique, 7 de Agosto de 1946) foi um actor austríaco.
Foi o actor principal no filme antissemita Jud Süß, encomendado pelo ministro da propaganda nazi Joseph Goebbels ao realizador Veit Harlan.
A sua morte, em 1946, foi considerada por alguns como um suicídio, dada a forma como o seu automóvel embateu frontalmente com uma árvore (a alta velocidade) e dada a sua situação pessoal na altura. Sua mulher, Maria Byk, suicidou-se poucos anos depois, não antes de depor no julgamento de Veit Harlan, contra o realizador.